# Corrida Internacional de São Silvestre de 2024
A Corrida Internacional de São Silvestre de 2024 foi a 99ª edição da prova de rua, no dia 31 de dezembro de 2024, no centro da cidade de São Paulo, a prova teve a organização da Fundação Casper Líbero.
A largada do evento foi na Avenida Paulista, entre as ruas Frei Caneca e Augusta, e a chegada também na Avenida Paulista em frente ao Edifício Cásper Líbero.
No masculino foi vencida por Wilson Too e no feminino por Agnes Keino, ambos estreantes na corrida.

## Resultados

### Masculino
| Pos. | Atleta          | País     | Tempo           | Ref.  |
| ---- | --------------- | -------- | --------------- | ----- |
| 1º   | Wilson Too      | Quênia   | 44 min e 21 seg | [ 3 ] |
| 2º   | Joseph Panga    | Tanzânia | 44 min e 51 seg | [ 3 ] |
| 3º   | Reuben Poghisno | Quênia   | 45 min e 26 seg | [ 3 ] |
| 4º   | Johnatas Cruz   | Brasil   | 45 min e 32 seg | [ 3 ] |
| 5º   | Nicolas Kiptoo  | Quênia   | 45 min e 41 seg | [ 3 ] |

### Feminino
| Pos. | Atleta                  | País     | Tempo           | Ref.  |
| ---- | ----------------------- | -------- | --------------- | ----- |
| 1º   | Agnes Keino             | Quênia   | 51 min e 25 seg | [ 4 ] |
| 2º   | Cynthia Chemweno        | Quênia   | 52 min e 11 seg | [ 4 ] |
| 3º   | Nubia de Oliveira       | Brasil   | 53 min e 24 seg | [ 4 ] |
| 4º   | Anastazia Dolomongo     | Tanzânia | 53 min e 29 seg | [ 4 ] |
| 5º   | Tatiane Raquel da Silva | Brasil   | 53 min e 51 seg | [ 4 ] |